# Figówka żółtobroda
Figówka żółtobroda (Cyclopsitta salvadorii) – gatunek małego ptaka z rodziny papug wschodnich (Psittaculidae). Endemit północnej części indonezyjskiej prowincji Papua (północno-zachodnia Nowa Gwinea). Nie jest zagrożony wyginięciem.

## Systematyka
Figówkę żółtobrodą jako pierwszy opisał francuski zoolog Émile Oustalet; opis ukazał się w 1880 roku na łamach „Bulletin Hebdomadaire de l’Association Scientifique de France”. Autor nadał gatunkowi nazwę Cyclopsittacus Salvadorii. Figówka żółtobroda była zaliczana do rodzaju Psittaculirostris, ale w 2022 roku rodzaj ten włączono do Cyclopsitta. Nie wyróżnia się podgatunków.

## Morfologia

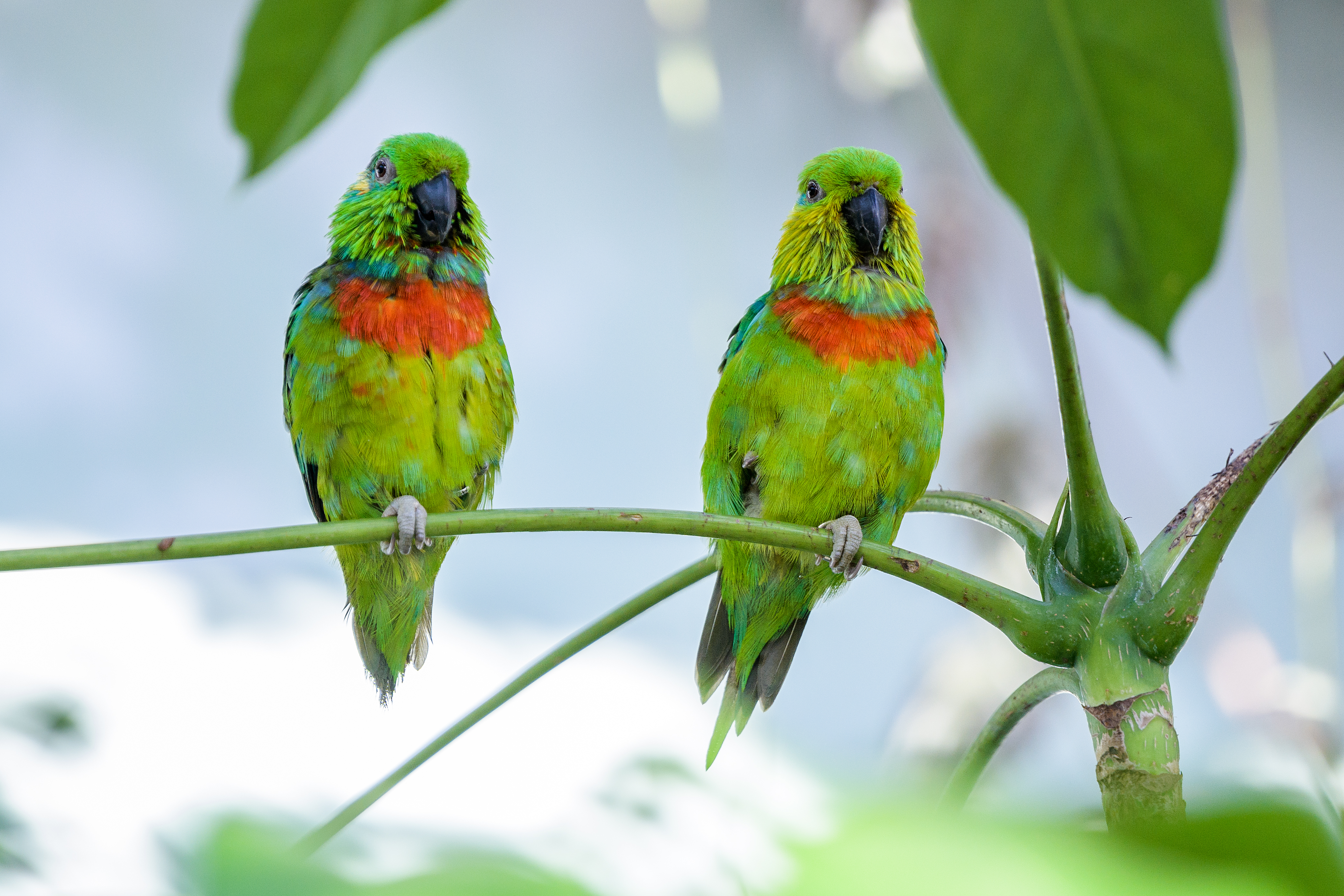
Dwa samce w zoo

Długość ciała: 19 cm; masa ciała: około 118 g. Mała papuga o krępej budowie ciała z krótkim ogonem. Upierzenie obu płci w większości zielone. Samce mają pomarańczowy pas na piersi i żółte policzki, a samice bladoniebieskie plamy na piersi i zielonkawo-żółte policzki.
U osobników młodocianych upierzenie jak u dorosłej samicy, ale bardziej matowe; bladoniebieska obwódka na piersi słaba lub niewidoczna. Oko czerwone/brązowe.

## Ekologia i zachowanie
Jest spotykana w wilgotnych, nizinnych lasach oraz na ich obrzeżach, a także na obszarach częściowo wylesionych, niekiedy w pobliżu miast i wsi. Występuje na wysokości do 700 m n.p.m.
Ptak towarzyski, spotykany w parach lub małych stadach, w tym także z ptakami innych gatunków. Może gniazdować w koloniach. W zniesieniu 2 jaja. Inkubacja w niewoli trwa około 25 dni, a młode są w pełni opierzone po około 8 tygodniach od wyklucia.
Żywi się owocami, w tym figami, nektarem i kwiatami.

## Status
Międzynarodowa Unia Ochrony Przyrody (IUCN) od 2013 roku uznaje figówkę żółtobrodą za gatunek najmniejszej troski (LC – least concern); wcześniej (od 1994 roku) miała ona status gatunku narażonego na wyginięcie (VU – vulnerable). Zmiany statusu dokonano w oparciu o nowe informacje, z których wynikało, że gatunek jest liczniejszy, niż wcześniej sądzono, a stopień zagrożenia jest stosunkowo niski. Liczebność populacji, według szacunków, mieści się w przedziale 20 000–49 999 dorosłych osobników. Trend liczebności populacji uznaje się za spadkowy ze względu na utratę i degradację siedlisk, a także chwytanie w pułapki przez ludzi.
Gatunek został ujęty w II załączniku konwencji CITES.